# Sommer-Paralympics 2024/Teilnehmer (Dänemark)
| stlisierte Goldmedaille | stlisierte Silbermedaille | stlisierte Bronzemedaille |
| ----------------------- | ------------------------- | ------------------------- |
| 2                       | 3                         | 5                         |

Dänemark entsandte zehn Athletinnen und 21 Athleten zu den Paralympischen Sommerspielen 2024 in Paris. Als Fahnenträger bei der Eröffnungsfeier wurden Tobias Thorning Jörgensen und Katrine Kristensen ausgewählt.

## Medaillen

### Medaillenspiegel
| Rang   | Sportart          | Gold | Silber | Bronze | Gesamt |
| ------ | ----------------- | ---- | ------ | ------ | ------ |
| 1      | Radsport (Straße) | 1    | -      | 1      | 2      |
| 2      | Schwimmen         | 1    | –      | -      | 1      |
| 3      | Leichtathletik    | -    | 2      | 1      | 3      |
| 4      | Reiten            | -    | 1      | -      | 1      |
| 5      | Schießen          | -    | -      | 1      | 1      |
| 5      | Taekwondo         | -    | -      | 1      | 1      |
| 5      | Tischtennis       | -    | -      | 1      | 1      |
| Gesamt | Gesamt            | 2    | 3      | 5      | 10     |

### Medaillengewinner
| Name/n                 | Sportart          | Wettkampf                  |
| ---------------------- | ----------------- | -------------------------- |
| Gold                   |                   |                            |
| Emma Lund              | Radsport (Straße) | Straßenrennen T1-2         |
| Alexander Hillhouse    | Schwimmen         | 100 m Schmetterling S14    |
| Silber                 |                   |                            |
| Daniel Wagner          | Leichtathletik    | 100 m T63                  |
| Daniel Wagner          | Leichtathletik    | Weitsprung T63             |
| Katrine Kristensen     | Reiten            | Championship Test Grade II |
| Bronze                 |                   |                            |
| Emma Lund              | Radsport (Straße) | Einzelzeitfahren T1-2      |
| Björk Nörremark        | Leichtathletik    | Weitsprung T47             |
| Martin Black Jörgensen | Schießen          | 10 m Luftgewehr SH1        |
| Lisa Kjaer             | Taekwondo         | K54 bis 65 kg              |
| Peter Rosenmeier       | Tischtennis       | Einzel C6                  |

## Teilnehmer nach Sportart

### Badminton
| Frauen            |            |             |                    |   |   |             |                    |            |                    |             |                   |   |
| Catrine Rosengren | Einzel SU5 | K. Kameyama | 2:0 (21:6, 21:10)  | 2 | 1 | B. Monteiro | 2:0 (21:19, 21:10) | Yang Q. X. | 0:2 (14:21, 14:21) | M. Ramadass | 0:2 (12:21, 8:21) | 4 |
| Catrine Rosengren | Einzel SU5 | M. Toyoda   | 2:0 (21:17, 21:11) | 2 | 1 | B. Monteiro | 2:0 (21:19, 21:10) | Yang Q. X. | 0:2 (14:21, 14:21) | M. Ramadass | 0:2 (12:21, 8:21) | 4 |

### Leichtathletik
Laufen
| Athleten                | Wettbewerb | Vorlauf | Vorlauf | Halbfinale | Halbfinale | Finale      | Finale | Rang   |
| Athleten                | Wettbewerb | Zeit    | Rang    | Zeit       | Rang       | Zeit        | Rang   | Rang   |
| ----------------------- | ---------- | ------- | ------- | ---------- | ---------- | ----------- | ------ | ------ |
| Männer                  |            |         |         |            |            |             |        |        |
| Daniel Wagner           | 100 m T63  | 12,21 s | 2       | —          | —          | 12,08 s PB  | 2      | Silber |
| Christian Lykkeby Olsen | 1500 m T46 | —       | —       | —          | —          | 4:02,76 min | 10     | 10     |

Springen und Werfen
| Athleten        | Wettbewerb     | Finale    | Finale | Rang   |
| Athleten        | Wettbewerb     | Weite     | Rang   | Rang   |
| --------------- | -------------- | --------- | ------ | ------ |
| Frauen          |                |           |        |        |
| Björk Nörremark | Weitsprung T47 | 5,76 m PB | 3      | Bronze |
| Emilie Aaen     | Weitsprung T63 | 4,48 m    | 7      | 7      |
| Männer          |                |           |        |        |
| Daniel Wagner   | Weitsprung T63 | 7,39 m PB | 2      | Silber |

### Radsport

#### Straße
| Athleten         | Wettbewerb            | Zeit         | Rang   |
| ---------------- | --------------------- | ------------ | ------ |
| Frauen           |                       |              |        |
| Emma Lund        | Einzelzeitfahren T1-2 | 28:52,13 min | Bronze |
| Emma Lund        | Straßenrennen T1-2    | 1:00:16 h    | Gold   |
| Männer           |                       |              |        |
| Martin Heggelund | Einzelzeitfahren T1-2 | 33:25,24 min | 12     |
| Martin Heggelund | Straßenrennen T1-2    | 1:41:42 h    | 12     |

### Reiten
| Athleten                                                                                                  | Wettbewerb(e)               | Punkte/Prozent | Rang |
| --- | --------------------------- | -------------- | ---- |
| Katrine Kristensen mit Goerkintgaards Quater                                                              | Championship Test Grade II  | 73,966 %       |      |
| Katrine Kristensen mit Goerkintgaards Quater                                                              | Kür Grade II                | 75,687 %       | 4    |
| Karla Dyhm-Junge mit Miss Daisy                                                                           | Championship Test Grade III | 69,600 %       | 6    |
| Karla Dyhm-Junge mit Miss Daisy                                                                           | Kür Grade III               | 73,367 %       | 6    |
| Pia Wulff Jelstrup mit Zafia                                                                              | Championship Test Grade IV  | 68,861 %       | 9    |
| Katrine Kristensen mit Goerkintgaards Quater Karla Dyhm-Junge mit Miss Daisy Pia Wulff Jelstrup mit Zafia | Mannschaft                  | 214,800 %      | 8    |

### Rollstuhlrugby
| Wettbewerb            | Mixed |
| --------------------- | --- |
| Athleten              | Leon Jörgensen Kaare Momme Nielsen Sofie Skoubo Sebastian Frederiksen Thomas Pagh Morten Elmholt Jakob Mortensen Kurt Busk Jensen Jesper Krüger Kristan Bak Eriksen Merk Peters Mikkel Schottel |
| Trainer               | Jason Regier |
| Gruppenphase          | Frankreich (51:53) Vereinigtes Königreich (53:55) Australien (49:53) |
| Platzierungsspiel 5–8 | Kanada (46:56) |
| Spiel um Platz 7      | Deutschland (65:49) |
| Rang                  | 7. |

### Schießen
| Athleten               | Wettbewerb                  | Qualifikation   | Qualifikation | Finale          | Finale        | Rang |
| Athleten               | Wettbewerb                  | Ringe/ Scheiben | Rang          | Ringe/ Scheiben | Rang          | Rang |
| ---------------------- | --------------------------- | --------------- | ------------- | --------------- | ------------- | ---- |
| Männer                 |                             |                 |               |                 |               |      |
| Buster Antonsen        | 10 m Luftpistole SH1        | 563             | 6             | 174,2           | 5             | 5    |
| Martin Black Jörgensen | 10 m Luftgewehr SH1         | 621,8           | 2             | 226,5           | 3             |      |
| Jan Winther            | 10 m Luftgewehr SH1         | 621             | 4             | 164             | 6             | 6    |
| Jens Frimann           | 50 m Dreistellungskampf SH1 | 1156            | 8             | 430,6           | 4             | 4    |
| Mixed                  |                             |                 |               |                 |               |      |
| Buster Antonsen        | 25 m Sportpistole SH1       | 555             | 20            | ausgeschieden   | ausgeschieden | 20   |
| Buster Antonsen        | 50 m Pistole SH1            | 519             | 20            | ausgeschieden   | ausgeschieden | 20   |
| Kasper Lousdal         | 10 m Luftgewehr liegend SH1 | 633,1           | 10            | ausgeschieden   | ausgeschieden | 10   |
| Jan Winther            | 10 m Luftgewehr liegend SH1 | 630,4           | 19            | ausgeschieden   | ausgeschieden | 19   |
| Kasper Lousdal         | 50 m Luftgewehr liegend SH1 | 626,1           | 4             | 121,9           | 8             | 8    |
| Jens Frimann           | 50 m Luftgewehr liegend SH1 | 615,8           | 23            | ausgeschieden   | ausgeschieden | 23   |

### Schwimmen
| Athleten               | Wettbewerb              | Vorlauf     | Vorlauf | Finale        | Finale        | Rang |
| Athleten               | Wettbewerb              | Zeit        | Rang    | Zeit          | Rang          | Rang |
| ---------------------- | ----------------------- | ----------- | ------- | ------------- | ------------- | ---- |
| Frauen                 |                         |             |         |               |               |      |
| Johanne Öland Frökjaer | 100 m Rücken S9         | 1:15,94 min | 11      | ausgeschieden | ausgeschieden | 11   |
| Männer                 |                         |             |         |               |               |      |
| Alexander Hillhouse    | 200 m Freistil S14      | 1:58,42 min | 7       | 1:57,96 min   | 6             | 6    |
| Alexander Hillhouse    | 100 m Rücken S14        | 1:00,47 min | 4       | 59,38 s       | 5             | 5    |
| Alexander Hillhouse    | 100 m Schmetterling S14 | 55,32 s     | 2       | 54,61 s PR    | 1             |      |

### Taekwondo
| Athlet     | Wettbewerb    | Achtelfinale | Achtelfinale | Viertelfinale | Viertelfinale | Halbfinale    | Halbfinale    | Hoffnungsrunde | Hoffnungsrunde | Kampf um Gold/Bronze | Kampf um Gold/Bronze | Rang |
| Athlet     | Wettbewerb    | Gegner       | Ergebnis     | Gegner        | Ergebnis      | Gegner        | Ergebnis      | Gegner         | Ergebnis       | Gegner               | Ergebnis             | Rang |
| ---------- | ------------- | ------------ | ------------ | ------------- | ------------- | ------------- | ------------- | -------------- | -------------- | -------------------- | -------------------- | ---- |
| Frauen     |               |              |              |               |               |               |               |                |                |                      |                      |      |
| Lisa Kjaer | K54 bis 65 kg | J. Tonowane  | 25:0         | D. Diallo     | 4:6           | ausgeschieden | ausgeschieden | B. Munro       | 10:2           | M. Dassi             | 6:2                  |      |

### Tischtennis
| Athleten         | Wettbewerb | 1. Runde | 1. Runde | Achtelfinale  | Achtelfinale | Viertelfinale | Viertelfinale | Halbfinale   | Halbfinale | Finale        | Finale        | Rang |
| Athleten         | Wettbewerb | Gegner   | Erg.     | Gegner        | Erg.         | Gegner        | Erg.          | Gegner       | Erg.       | Gegner        | Erg.          | Rang |
| ---------------- | ---------- | -------- | -------- | ------------- | ------------ | ------------- | ------------- | ------------ | ---------- | ------------- | ------------- | ---- |
| Männer           |            |          |          |               |              |               |               |              |            |               |               |      |
| Peter Rosenmeier | Einzel C6  | —        | —        | P. Karabardak | 3:0          | T. Rau        | 3:2           | R. Thainiyom | 2:3        | ausgeschieden | ausgeschieden |      |